# 1597 en littérature
| Années de la littérature : 1594 - 1595 - 1596 - 1597 - 1598 - 1599 - 1600    |
| Décennies de la littérature : 1560 - 1570 - 1580 - 1590 - 1600 - 1610 - 1620 |

Cet article présente les faits marquants de l'année 1597 en littérature.

## Événements
- 6 septembre : une cédule royale ordonne au juge Gaspar de Vallejo de faire arrêter Miguel de Cervantes, qui est emprisonné pour dettes à Séville de septembre à décembre[1].

## Parutions
- Essai de morale et politique, de Francis Bacon[2].
- Bref discours sur l’abnégation intérieure, premier opuscule de Bérulle, est publié dans nom d'auteur[3].

## Théâtre
- 23 avril : date possible de la première représentation de la comédie Les Joyeuses Commères de Windsor (The Merry Wives of Windsor) de William Shakespeare pour la fête de la Jarretière à Whitehall[4], publiée en 1602.
- 1er mai :  première représentation de la pièce An Humorous Day's Mirth de George Chapman au Rose Theatre à Londres[5].
- 7 septembre : Polixène, tragi-comédie de Jean Behourt, est représenté au Collège des Bons-Enfants à Rouen[6].

- 20 octobre : Richard III, drame de Shakespeare probablement écrit vers 1592-1594, est inscrit au Registre des Libraires pour être publiée[7].

## Naissances
- 24 février : Vincent Voiture, poète et prosateur français († 1648).
- 31 mai : Jean-Louis Guez de Balzac, écrivain français († 1654).

- Claude Malleville, poète français mort en 1634 (ou entre 1594 et 1596).

## Décès
- 9 juin : père José de Anchieta, missionnaire jésuite et écrivain espagnol, considéré comme le premier véritable écrivain brésilien d'expression portugaise (né en 1534).